# Crianza a mano

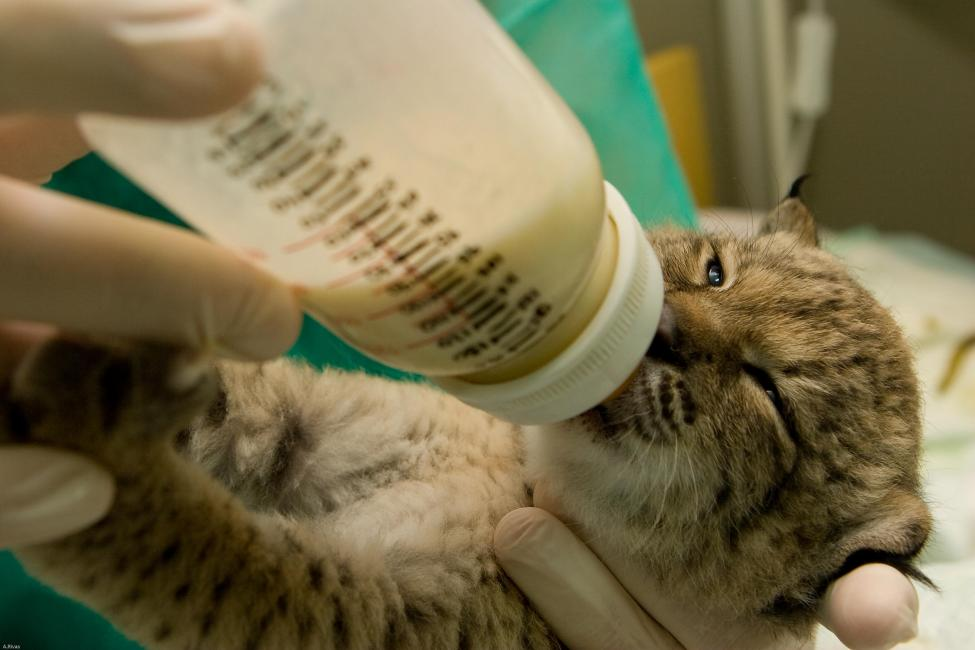
Alimentación con biberón de un cachorro de lince ibérico.

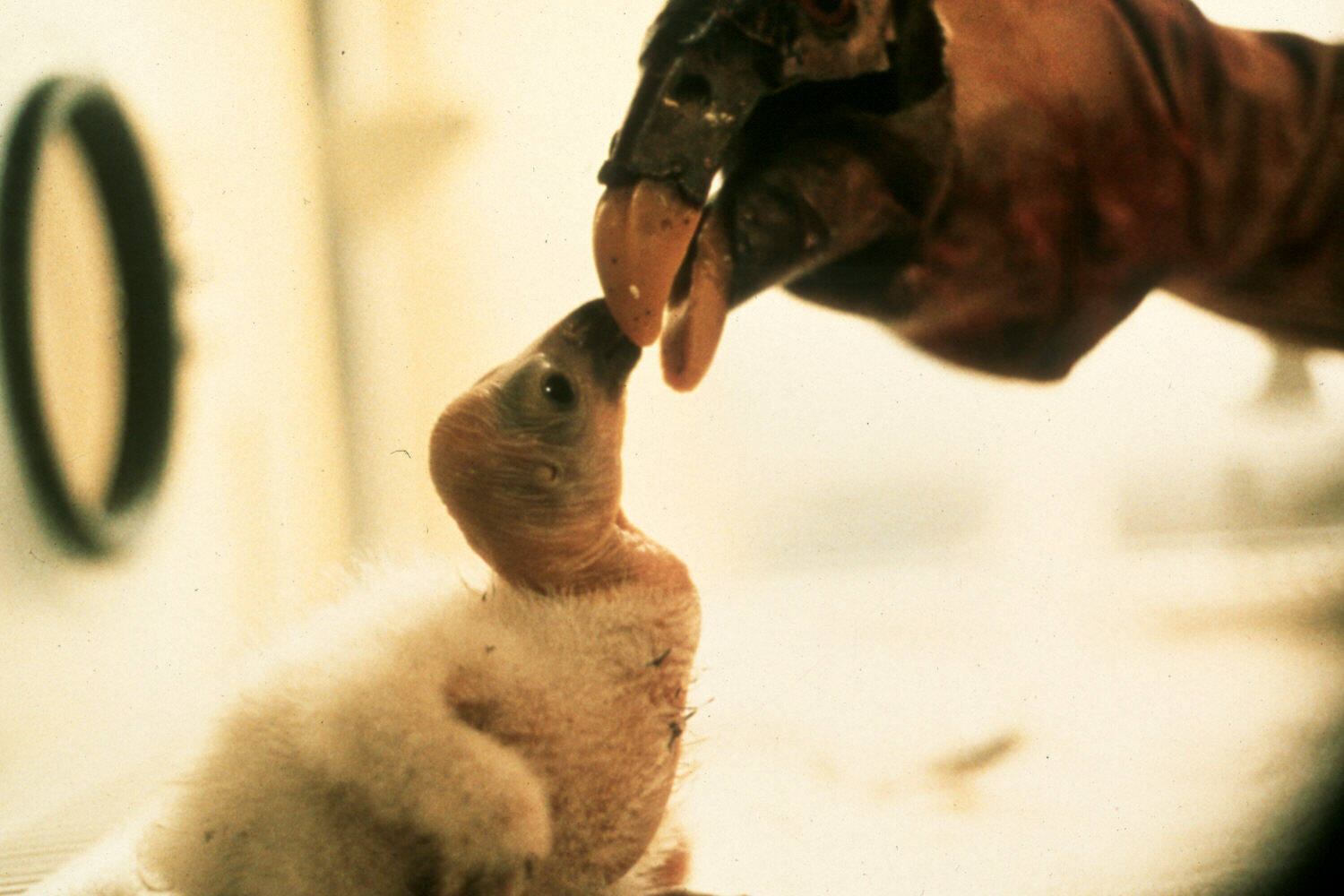
Alimentación con marionetas de un polluelo de cóndor de California.

La crianza a mano o cría artificial es el procedimiento de cuidar y alimentar a animales juveniles por seres humanos durante una etapa en la que normalmente serían alimentados por sus progenitores.
Para la cría a mano de mamíferos puede utilizarse un biberón con leche de una hembra de su especie, leche de otra especie estrechamente relacionada o una fórmula de leche materna adecuada.
En el caso de las aves, en algunos casos, puede ser necesaria la crianza con marionetas que imite la cabeza de la madre con características clave para estimular la apertura del pico del polluelo y la ingestión de alimento.
La cría a mano puede generar habituación o impronta de estos animales hacia los seres humanos, existiendo el riesgo de que los adultos no muestren un comportamiento normal hacia los compañeros de su especie, especialmente en animales criados para su reintroducción en la naturaleza. Entre las posibles dificultades están la integración en grupos de congéneres, el aprendizaje de comportamientos naturales, como la búsqueda de alimentos y la caza, la elección de pareja sexual,  así como la crianza de sus propias crías.
Sin embargo, en ganadería y cría de animales domésticos, la habituación de los animales a los humanos puede ser de gran utilidad.